# Gottlieb Biermann (1828–1901)
Gottlieb Biermann (ur. 12 kwietnia 1828 w Bratysławie, zm. 10 stycznia 1901 w Pradze) – niemiecki historyk i nauczyciel.
Studiował teologię i pedagogikę w Bratysławie, a później także historię, geografię, filologię niemiecką i historię na Uniwersytecie Wiedeńskim. Od 1856 roku pracował jako nauczyciel w Cieszynie, od 1872 roku był dyrektorem tamtejszego gimnazjum. W 1873 roku przeniesiono go do Pragi, gdzie został dyrektorem gimnazjum głównego.

## Wybrane publikacje
- Geschichte der evangelischen Kirche Österreichisch-Schlesiens mit besonderer Rücksicht auf die der Gnadenkirche von Teschen. Denkschirfit zum 150 – jährigen Jubbelfeste der evangelischen Jesukirche von Teschen (1859)
- Geschichte des Herzogthums Teschen (1863, wyd. 1; 1894, wyd. 2)
- Geschichte des Protestantismus in Österreichisch-Schlesien (1897)